# Джоаннер Чавес
Джоаннер Сталін Ча́вес Кінте́ро (ісп. Jhoanner Stalin Chávez Quintero; нар. 12 вересня 2002, Пуерто-Франсіско-де-Орельяна) — еквадорський футболіст, захисник французького клубу «Ланс» і збірної Еквадору.

## Клубна кар'єра
Вихованець клубу «Індепендьєнте дель Вальє». 2019 року почав виступати за молодіжну команду «Індепендьєнте Хуніорс» в Серії В. 1 жовтня 2020 року дебютував за основний склад «Індепендьєнте дель Вальє» в матчі групового етапу Кубка Лібертадорес проти бразильського «Фламенгу». 6 грудня того ж року в поєдинку проти клубу «Ель Насьональ» дебютував в еквадорській Серії А. В сезоні 2021 провів 29 матчів за «Індепендьєнте», ставши чемпіоном Еквадору.
3 квітня 2022 року в матчі Серії А проти «Гуаласео» забив свій перший гол за «Індепендьєнте». 26 травня в поєдинку групового етапу проти бразильського клубу «Америка Мінейру» вперше відзначився забитим м'ячем у Кубку Лібертадорес. В сезоні 2022 забив 7 м'ячів у 44 поєдинках за «Індепендьєнте», допомігши команді здобути Південноамериканський кубок і Кубок Еквадору.
7 січня 2023 року приєднався до бразильського клубу «Баїя», підписавши чотирирічний контракт. 19 січня дебютував за «Баїю» в матчі Ліги Баїяно проти «Атлетіко Алагоїньяс». 23 березня у поєдинку Кубку Нордесте з КРБ забив свій перший гол за «Баїю». В квітні 2023 року в складі «Баїї» став переможцем Ліги Баїяно. 16 квітня в зустрічі проти клубу «Ред Булл Брагантіно» дебютував у бразильській Серії А. 31 липня 2023 року відправився в оренду в колишній клуб «Індепендьєнте дель Вальє» до кінця сезону.
9 січня 2024 року на правах оренди перейшов у французький клуб «Ланс» з правом викупу, ставши першим еквадорцем в історії клубу. Дебютував за нову команду 14 січня в матчі Ліги 1 проти «Парі Сен-Жермен», замінивши травмованого Фету Мауассу. 15 лютого того ж року в поєдинку плей-оф Ліги Європи УЄФА проти німецького «Фрайбурга» дебютував у єврокубках. 30 травня 2024 року клуб скористався опцією викупу гравця за 4,5 млн євро, підписавши з ним повноцінний контракт до 2028 року.
25 серпня 2024 року в матчі Ліги 1 проти «Бреста» забив свій перший гол за «Ланс».

## Кар'єра в збірній
Виступав за збірну Еквадору до 17 років, в складі якої восени 2019 року виступав на чемпіонаті світу в Бразилії. На турнірі провів 2 поєдинки, а еквадорці дійшли до 1/8 фіналу, де поступились італійцям.
9 листопада 2022 року вперше викликаний до збірної Еквадору головним тренером Густаво Альфаро для участі в товариському матчі проти збірної Іраку. 12 листопада дебютував за збірну Еквадору в поєдинку з Іраком, вийшовши на заміну Феліксу Торресу.

## Статистика виступів

### Клубна статистика
Станом на 5 січня 2025
| Клуб                     | Сезон             | Чемпіонат         | Чемпіонат | Чемпіонат | Чемпіонат штату | Чемпіонат штату | Кубок | Кубок | Континентальні | Континентальні | Інші  | Інші | Всього | Всього |
| Клуб                     | Сезон             | Дивізіон          | Матчі     | Голи      | Матчі           | Голи            | Матчі | Голи  | Матчі          | Голи           | Матчі | Голи | Матчі  | Голи   |
| ------------------------ | ----------------- | ----------------- | --------- | --------- | --------------- | --------------- | ----- | ----- | -------------- | -------------- | ----- | ---- | ------ | ------ |
| Індепендьєнте Хуніорс    | 2020              | Серія B           | 3         | 0         | —               | —               | —     | —     | —              | —              | —     | —    | 3      | 0      |
| Індепендьєнте дель Вальє | 2020              | Серія A           | 1         | 0         | —               | —               | 1     | 0     | —              | —              | 0     | 0    | 2      | 0      |
| Індепендьєнте дель Вальє | 2021              | Серія A           | 21        | 0         | —               | —               | 7     | 0     | —              | —              | 1     | 0    | 29     | 0      |
| Індепендьєнте дель Вальє | 2022              | Серія A           | 21        | 3         | 10              | 2               | 13    | 2     | —              | —              | —     | —    | 44     | 7      |
| Індепендьєнте дель Вальє | 2023              | Серія A           | 15        | 2         | —               | —               | 0     | 0     | 0              | 0              | —     | —    | 15     | 2      |
| Індепендьєнте дель Вальє | Всього            | Всього            | 58        | 5         | 10              | 2               | 21    | 2     | —              | —              | 1     | 0    | 90     | 9      |
| Баїя                     | 2023              | Серія A           | 10        | 0         | 9               | 0               | 5     | 0     | —              | —              | 5     | 1    | 29     | 1      |
| → Ланс                   | 2023–24           | Ліга 1            | 8         | 0         | —               | —               | 0     | 0     | 2              | 0              | —     | —    | 10     | 0      |
| Ланс                     | 2024–25           | Ліга 1            | 10        | 1         | —               | —               | 1     | 0     | 2              | 0              | —     | —    | 13     | 1      |
| Ланс                     | Всього            | Всього            | 18        | 1         | 0               | 0               | 1     | 0     | 4              | 0              | 0     | 0    | 23     | 1      |
| Всього за кар'єру        | Всього за кар'єру | Всього за кар'єру | 89        | 6         | 19              | 2               | 27    | 2     | 4              | 0              | 6     | 1    | 140    | 11     |

1. 1 2  Матчі в Кубку Лібертадорес
2. ↑  Матчі в Суперкубку Еквадору
3. ↑  6 матчів і 1 гол в Кубку Лібертадорес, 7 матчів і 1 гол у Південноамериканському кубку
4. ↑  Матчі в Лізі Баїяно
5. ↑  Матчі в Кубку Нордесте
6. ↑  Матчі в Лізі Європи УЄФА
7. ↑  Матчі в Лізі конференцій УЄФА

### Міжнародна статистика
Станом на 20 листопада 2024 
| Збірна            | Сезон             | Товариські | Товариські | Офіційні | Офіційні | Всього | Всього |
| Збірна            | Сезон             | Матчі      | Голи       | Матчі    | Голи     | Матчі  | Голи   |
| ----------------- | ----------------- | ---------- | ---------- | -------- | -------- | ------ | ------ |
| Еквадор           |                   |            |            |          |          |        |        |
| 2022              | 1                 | 0          | 0          | 0        | 1        | 0      |        |
| 2023              | 0                 | 0          | 2          | 0        | 2        | 0      |        |
| 2024              | 0                 | 0          | 3          | 0        | 3        | 0      |        |
| Всього за кар'єру | Всього за кар'єру | 1          | 0          | 5        | 0        | 6      | 0      |

### Матчі за збірну
Станом на 20 листопада 2024 
| Матчі Джоаннера Чавеса за збірну Еквадору | Матчі Джоаннера Чавеса за збірну Еквадору | Матчі Джоаннера Чавеса за збірну Еквадору | Матчі Джоаннера Чавеса за збірну Еквадору | Матчі Джоаннера Чавеса за збірну Еквадору | Матчі Джоаннера Чавеса за збірну Еквадору | Матчі Джоаннера Чавеса за збірну Еквадору | Матчі Джоаннера Чавеса за збірну Еквадору |
| №                                         | Дата                                      | Суперник                                  | Рахунок                                   | Голи                                      | Картки                                    | Хвилини                                   | Змагання                                  |
| ----------------------------------------- | ----------------------------------------- | ----------------------------------------- | ----------------------------------------- | ----------------------------------------- | ----------------------------------------- | ----------------------------------------- | ----------------------------------------- |
| 1                                         | 12 листопада 2022                         | Ірак                                      | 0–0                                       |                                           |                                           | 45'                                       | Товариський матч                          |
| 2                                         | 13 жовтня 2023                            | Болівія                                   | 2–1                                       |                                           |                                           | 78'                                       | Відбіркові матчі ЧС-2026                  |
| 3                                         | 18 жовтня 2023                            | Колумбія                                  | 0–0                                       |                                           |                                           | 90'                                       | Відбіркові матчі ЧС-2026                  |
| 4                                         | 10 вересня 2024                           | Перу                                      | 1–0                                       |                                           |                                           | 3'                                        | Відбіркові матчі ЧС-2026                  |
| 5                                         | 16 жовтня 2024                            | Уругвай                                   | 0–0                                       |                                           |                                           | 1'                                        | Відбіркові матчі ЧС-2026                  |
| 6                                         | 20 листопада 2024                         | Колумбія                                  | 1–0                                       |                                           |                                           | 30'                                       | Відбіркові матчі ЧС-2026                  |

Всього: 6 матчів / 0 голів; 3 перемоги, 3 нічиї, 0 поразок.

## Досягнення
«Індепендьєнте дель Вальє»
- Чемпіон Еквадору: 2021
- Володар Кубка Еквадору: 2022[29]
- Володар Південноамериканського кубка: 2022[30]

«Баїя»
- Переможець Ліги Баїяно: 2023[31]